# Мара Нацева
Мара Нацева-Дрлевич (серб. Мара Нацева-Дрљевић, макед. Мара Нацева Дрлјевиќ, 28 вересня 1920 році, Куманово — 1 липня 2013, там само) — югославська македонська діячка партизанського руху в роки Другої світової війни, Народний герой Югославії. До своєї смерті залишалася останнім народним героєм Югославії македонського походження, яка залишилася живою.

## Біографія
Народилася 29 вересня 1920 року в Куманово в бідній робітничій сім'ї. Закінчила тільки початкову школу, навчання не могла продовжити через те, що в сім'ї не було грошей. У віці 15 років пішла на текстильну фабрику, брала участь в робітничому русі. У 1936 році була керівником страйку у відділі виробництва білизни. Хоча страйк пройшов успішно, Мару звільнили з роботи. Тоді вона була прийнята в Союз комуністичної молоді Югославії, а в 1939 році і в Комуністичну партію Югославії. Після цього Мара стала активніше працювати в складі Об'єднання робочих синдикатів і Союзу комуністичної молоді. У 1939 році Мара переїхала в Ніш, де влаштувалася працювати на текстильну фабрику і вступила до культурного товариства «Абрашевича». У Ніші на початку 1940 року увійшла до місцевого відділення КПЮ. Двічі арештовувалася владою, в обох випадках її по-звірячому катували і били. Після звільнення вона зайняла посаду секретаря в Нішским осередку КПЮ, а після формування окркому стала його організаційним секретарем. Учасниця V з'їзду КПЮ від Сербії в жовтні 1940 року.

## Друга Світова Війна
Після окупації Югославії і її розділу Мара зайняла посаду в Македонського комітеті КПЮ. У суворій атмосфері нелегальність вона встановлювала контакти і зв'язки з партійними відділеннями та партизанськими загонами. Влітку 1942 року в розпал партизанського руху болгарські поліцейські заарештували Миру і відправили її в концтабір Асеновград, проте вона звідти втекла. Кілька разів її потім відправляли в концтабір через Скоп'є.
У березні 1943 року Мара заочно була призначена секретарем ЦК Комуністичної партії Македонії. У тому ж році в листопаді її обрали до Антифашистського віче народного визволення Югославії. Повернувшись з табору, Мара пробралася на вільну територію Куманова. Навесні брала участь у наступі як військовослужбовець 3-ї македонської ударної бригади. Обрана до складу АСНОМ на I з'їзді.

## Повоєнні роки
Після звільнення країни і закінчення війни на V з'їзді КПЮ стала кандидатом до складу ЦК КПЮ, а на I з'їзді КПМ стала кандидатом до складу ЦК КПМ. Займала посаду заступника голови ЦК Жіночого антифашистського фронту, була депутатом Скупщини Македонії та Союзної Скупщини. Займала посаду секретаря Контрольної комісії, члена Ревізійної комісії, заступника голови Спілки ветеранів Народно-визвольної війни та члена Ради Федерації. Майже все життя прожила в Белграді, незадовго до смерті повернулася в Куманово. Була одружена з іншим Народним героєм, Саво Дрлевич.
Померла 1 липня 2013 року в Куманово. До того моменту вона була останнім живим Народним героєм Югославії македонської національності (звання від 29 листопада 1953). Похована на міському кладовищі.